# Onosma stellulatum
Onosma stellulatum är en strävbladig växtart som beskrevs av Franz de Paula Adam von Waldstein-Wartemberg och Kit. Onosma stellulatum ingår i släktet Onosma och familjen strävbladiga växter. Inga underarter finns listade i Catalogue of Life.